# Beijerinck (geslacht)
De familie Beijerinck is een familie van landmeters en waterstaatsingenieurs en koloniale ambtenaren en militairen in de 18e en 19e eeuw. In de 19e en 20e eeuw zijn enige familieleden bekend geworden in de biologie. In onderstaande stamboom staan die leden van de familie in vette letters waarvan een artikel bestaat. Van de personen met dunne letters is minder bekend, de informatie die bekend is wordt in die gevallen onder deze stamboom aangegeven. De personen in een geel vakje waren vooral landmeters, die in een blauw vakje vooral waterbouwkundige, die in een groen vakje bioloog en de oranje personen waren Indisch ambtenaar (soms als militair)
|                                      |                                      |                                      |                                      | Jorden of Jurien (1659–?)            |                                      |  |  |                                       |                                       |                                       |                                       |                                       |                                       |  |  |                                    |                                    |                                    |                                    |                                    |                                    |  |  |                        |                        |                        |                        |                        |                        |  |  |                      |                      |                      |                      |                      |                      |  |  |                             |                             |                             |                             |                             |                             |  |  |  |  |  |  |  |  |  |  |  |  |  |  |  |  |  |  |  |  |  |  |  |  |  |  |  |  |  |  |  |  |  |  |  |  |  |  |  |  |  |  |
|                                      |                                      |                                      |                                      |                                      |                                      |  |  |                                       |                                       |                                       |                                       |                                       |                                       |  |  |                                    |                                    |                                    |                                    |                                    |                                    |  |  |                        |                        |                        |                        |                        |                        |  |  |                      |                      |                      |                      |                      |                      |  |  |                             |                             |                             |                             |                             |                             |  |  |  |  |  |  |  |  |  |  |  |  |  |  |  |  |  |  |  |  |  |  |  |  |  |  |  |  |  |  |  |  |  |  |  |  |  |  |  |  |  |  |
|                                      |                                      |                                      |                                      |                                      |                                      |  |  |                                       |                                       |                                       |                                       |                                       |                                       |  |  |                                    |                                    |                                    |                                    |                                    |                                    |  |  |                        |                        |                        |                        |                        |                        |  |  |                      |                      |                      |                      |                      |                      |  |  |                             |                             |                             |                             |                             |                             |  |  |  |  |  |  |  |  |  |  |  |  |  |  |  |  |  |  |  |  |  |  |  |  |  |  |  |  |  |  |  |  |  |  |  |  |  |  |  |  |  |  |
| Frederik (1694–1779)                 | Frederik (1694–1779)                 | Frederik (1694–1779)                 | Frederik (1694–1779)                 | Frederik (1694–1779)                 | Frederik (1694–1779)                 |  |  | Peter (1684–1739)                     | Peter (1684–1739)                     | Peter (1684–1739)                     | Peter (1684–1739)                     | Peter (1684–1739)                     | Peter (1684–1739)                     |  |  |                                    |                                    |                                    |                                    |                                    |                                    |  |  |                        |                        |                        |                        |                        |                        |  |  |                      |                      |                      |                      |                      |                      |  |  |                             |                             |                             |                             |                             |                             |  |  |  |  |  |  |  |  |  |  |  |  |  |  |  |  |  |  |  |  |  |  |  |  |  |  |  |  |  |  |  |  |  |  |  |  |  |  |  |  |  |  |
| Frederik (1694–1779)                 | Frederik (1694–1779)                 | Frederik (1694–1779)                 | Frederik (1694–1779)                 | Frederik (1694–1779)                 | Frederik (1694–1779)                 |  |  | Peter (1684–1739)                     | Peter (1684–1739)                     | Peter (1684–1739)                     | Peter (1684–1739)                     | Peter (1684–1739)                     | Peter (1684–1739)                     |  |  |                                    |                                    |                                    |                                    |                                    |                                    |  |  |                        |                        |                        |                        |                        |                        |  |  |                      |                      |                      |                      |                      |                      |  |  |                             |                             |                             |                             |                             |                             |  |  |  |  |  |  |  |  |  |  |  |  |  |  |  |  |  |  |  |  |  |  |  |  |  |  |  |  |  |  |  |  |  |  |  |  |  |  |  |  |  |  |
|                                      |                                      |                                      |                                      |                                      |                                      |  |  |                                       |                                       |                                       |                                       |                                       |                                       |  |  |                                    |                                    |                                    |                                    |                                    |                                    |  |  |                        |                        |                        |                        |                        |                        |  |  |                      |                      |                      |                      |                      |                      |  |  |                             |                             |                             |                             |                             |                             |  |  |  |  |  |  |  |  |  |  |  |  |  |  |  |  |  |  |  |  |  |  |  |  |  |  |  |  |  |  |  |  |  |  |  |  |  |  |  |  |  |  |
| Frederik (1720–1783)                 | Frederik (1720–1783)                 | Frederik (1720–1783)                 | Frederik (1720–1783)                 | Frederik (1720–1783)                 | Frederik (1720–1783)                 |  |  | Martinus (1718–1782)                  | Martinus (1718–1782)                  | Martinus (1718–1782)                  | Martinus (1718–1782)                  | Martinus (1718–1782)                  | Martinus (1718–1782)                  |  |  |                                    |                                    |                                    |                                    |                                    |                                    |  |  |                        |                        |                        |                        |                        |                        |  |  |                      |                      |                      |                      |                      |                      |  |  |                             |                             |                             |                             |                             |                             |  |  |  |  |  |  |  |  |  |  |  |  |  |  |  |  |  |  |  |  |  |  |  |  |  |  |  |  |  |  |  |  |  |  |  |  |  |  |  |  |  |  |
| Frederik (1720–1783)                 | Frederik (1720–1783)                 | Frederik (1720–1783)                 | Frederik (1720–1783)                 | Frederik (1720–1783)                 | Frederik (1720–1783)                 |  |  | Martinus (1718–1782)                  | Martinus (1718–1782)                  | Martinus (1718–1782)                  | Martinus (1718–1782)                  | Martinus (1718–1782)                  | Martinus (1718–1782)                  |  |  |                                    |                                    |                                    |                                    |                                    |                                    |  |  |                        |                        |                        |                        |                        |                        |  |  |                      |                      |                      |                      |                      |                      |  |  |                             |                             |                             |                             |                             |                             |  |  |  |  |  |  |  |  |  |  |  |  |  |  |  |  |  |  |  |  |  |  |  |  |  |  |  |  |  |  |  |  |  |  |  |  |  |  |  |  |  |  |
|                                      |                                      |                                      |                                      |                                      |                                      |  |  |                                       |                                       |                                       |                                       |                                       |                                       |  |  |                                    |                                    |                                    |                                    |                                    |                                    |  |  |                        |                        |                        |                        |                        |                        |  |  |                      |                      |                      |                      |                      |                      |  |  |                             |                             |                             |                             |                             |                             |  |  |  |  |  |  |  |  |  |  |  |  |  |  |  |  |  |  |  |  |  |  |  |  |  |  |  |  |  |  |  |  |  |  |  |  |  |  |  |  |  |  |
| Willem (1756–1808)                   | Willem (1756–1808)                   | Willem (1756–1808)                   | Willem (1756–1808)                   | Willem (1756–1808)                   | Willem (1756–1808)                   |  |  |                                       |                                       |                                       |                                       |                                       |                                       |  |  |                                    |                                    |                                    |                                    |                                    |                                    |  |  |                        |                        |                        |                        |                        |                        |  |  | Frederik (1766–1838) | Frederik (1766–1838) | Frederik (1766–1838) | Frederik (1766–1838) | Frederik (1766–1838) | Frederik (1766–1838) |  |  |                             |                             |                             |                             |                             |                             |  |  |  |  |  |  |  |  |  |  |  |  |  |  |  |  |  |  |  |  |  |  |  |  |  |  |  |  |  |  |  |  |  |  |  |  |  |  |  |  |  |  |
| Willem (1756–1808)                   | Willem (1756–1808)                   | Willem (1756–1808)                   | Willem (1756–1808)                   | Willem (1756–1808)                   | Willem (1756–1808)                   |  |  |                                       |                                       |                                       |                                       |                                       |                                       |  |  |                                    |                                    |                                    |                                    |                                    |                                    |  |  |                        |                        |                        |                        |                        |                        |  |  | Frederik (1766–1838) | Frederik (1766–1838) | Frederik (1766–1838) | Frederik (1766–1838) | Frederik (1766–1838) | Frederik (1766–1838) |  |  |                             |                             |                             |                             |                             |                             |  |  |  |  |  |  |  |  |  |  |  |  |  |  |  |  |  |  |  |  |  |  |  |  |  |  |  |  |  |  |  |  |  |  |  |  |  |  |  |  |  |  |
|                                      |                                      |                                      |                                      |                                      |                                      |  |  |                                       |                                       |                                       |                                       |                                       |                                       |  |  |                                    |                                    |                                    |                                    |                                    |                                    |  |  |                        |                        |                        |                        |                        |                        |  |  |                      |                      |                      |                      |                      |                      |  |  |                             |                             |                             |                             |                             |                             |  |  |  |  |  |  |  |  |  |  |  |  |  |  |  |  |  |  |  |  |  |  |  |  |  |  |  |  |  |  |  |  |  |  |  |  |  |  |  |  |  |  |
| Martinus Gijsbertus (1787–1854)      | Martinus Gijsbertus (1787–1854)      | Martinus Gijsbertus (1787–1854)      | Martinus Gijsbertus (1787–1854)      | Martinus Gijsbertus (1787–1854)      | Martinus Gijsbertus (1787–1854)      |  |  | Pieter Gerhardus Johannes (1790-1819) | Pieter Gerhardus Johannes (1790-1819) | Pieter Gerhardus Johannes (1790-1819) | Pieter Gerhardus Johannes (1790-1819) | Pieter Gerhardus Johannes (1790-1819) | Pieter Gerhardus Johannes (1790-1819) |  |  | Gerrit Jan Adrianus (1792–1851)    | Gerrit Jan Adrianus (1792–1851)    | Gerrit Jan Adrianus (1792–1851)    | Gerrit Jan Adrianus (1792–1851)    | Gerrit Jan Adrianus (1792–1851)    | Gerrit Jan Adrianus (1792–1851)    |  |  | Jan Anne (1800–1874)   | Jan Anne (1800–1874)   | Jan Anne (1800–1874)   | Jan Anne (1800–1874)   | Jan Anne (1800–1874)   | Jan Anne (1800–1874)   |  |  | Martinus (1803–1847) | Martinus (1803–1847) | Martinus (1803–1847) | Martinus (1803–1847) | Martinus (1803–1847) | Martinus (1803–1847) |  |  | Derk (1805–1879)            | Derk (1805–1879)            | Derk (1805–1879)            | Derk (1805–1879)            | Derk (1805–1879)            | Derk (1805–1879)            |  |  |  |  |  |  |  |  |  |  |  |  |  |  |  |  |  |  |  |  |  |  |  |  |  |  |  |  |  |  |  |  |  |  |  |  |  |  |  |  |  |  |
| Martinus Gijsbertus (1787–1854)      | Martinus Gijsbertus (1787–1854)      | Martinus Gijsbertus (1787–1854)      | Martinus Gijsbertus (1787–1854)      | Martinus Gijsbertus (1787–1854)      | Martinus Gijsbertus (1787–1854)      |  |  | Pieter Gerhardus Johannes (1790-1819) | Pieter Gerhardus Johannes (1790-1819) | Pieter Gerhardus Johannes (1790-1819) | Pieter Gerhardus Johannes (1790-1819) | Pieter Gerhardus Johannes (1790-1819) | Pieter Gerhardus Johannes (1790-1819) |  |  | Gerrit Jan Adrianus (1792–1851)    | Gerrit Jan Adrianus (1792–1851)    | Gerrit Jan Adrianus (1792–1851)    | Gerrit Jan Adrianus (1792–1851)    | Gerrit Jan Adrianus (1792–1851)    | Gerrit Jan Adrianus (1792–1851)    |  |  | Jan Anne (1800–1874)   | Jan Anne (1800–1874)   | Jan Anne (1800–1874)   | Jan Anne (1800–1874)   | Jan Anne (1800–1874)   | Jan Anne (1800–1874)   |  |  | Martinus (1803–1847) | Martinus (1803–1847) | Martinus (1803–1847) | Martinus (1803–1847) | Martinus (1803–1847) | Martinus (1803–1847) |  |  | Derk (1805–1879)            | Derk (1805–1879)            | Derk (1805–1879)            | Derk (1805–1879)            | Derk (1805–1879)            | Derk (1805–1879)            |  |  |  |  |  |  |  |  |  |  |  |  |  |  |  |  |  |  |  |  |  |  |  |  |  |  |  |  |  |  |  |  |  |  |  |  |  |  |  |  |  |  |
|                                      |                                      |                                      |                                      |                                      |                                      |  |  |                                       |                                       |                                       |                                       |                                       |                                       |  |  |                                    |                                    |                                    |                                    |                                    |                                    |  |  |                        |                        |                        |                        |                        |                        |  |  |                      |                      |                      |                      |                      |                      |  |  |                             |                             |                             |                             |                             |                             |  |  |  |  |  |  |  |  |  |  |  |  |  |  |  |  |  |  |  |  |  |  |  |  |  |  |  |  |  |  |  |  |  |  |  |  |  |  |  |  |  |  |
| Pieter Johannes Gerardus (1820–1890) | Pieter Johannes Gerardus (1820–1890) | Pieter Johannes Gerardus (1820–1890) | Pieter Johannes Gerardus (1820–1890) | Pieter Johannes Gerardus (1820–1890) | Pieter Johannes Gerardus (1820–1890) |  |  | Willem Frederik Adolph (1828–1894)    | Willem Frederik Adolph (1828–1894)    | Willem Frederik Adolph (1828–1894)    | Willem Frederik Adolph (1828–1894)    | Willem Frederik Adolph (1828–1894)    | Willem Frederik Adolph (1828–1894)    |  |  | Henriette Wilhelmina (1836 - 1906) | Henriette Wilhelmina (1836 - 1906) | Henriette Wilhelmina (1836 - 1906) | Henriette Wilhelmina (1836 - 1906) | Henriette Wilhelmina (1836 - 1906) | Henriette Wilhelmina (1836 - 1906) |  |  | Frederik (1833 - 1913) | Frederik (1833 - 1913) | Frederik (1833 - 1913) | Frederik (1833 - 1913) | Frederik (1833 - 1913) | Frederik (1833 - 1913) |  |  | Willem (1842–1923)   | Willem (1842–1923)   | Willem (1842–1923)   | Willem (1842–1923)   | Willem (1842–1923)   | Willem (1842–1923)   |  |  | Martinus Willem (1851–1931) | Martinus Willem (1851–1931) | Martinus Willem (1851–1931) | Martinus Willem (1851–1931) | Martinus Willem (1851–1931) | Martinus Willem (1851–1931) |  |  |  |  |  |  |  |  |  |  |  |  |  |  |  |  |  |  |  |  |  |  |  |  |  |  |  |  |  |  |  |  |  |  |  |  |  |  |  |  |  |  |
| Pieter Johannes Gerardus (1820–1890) | Pieter Johannes Gerardus (1820–1890) | Pieter Johannes Gerardus (1820–1890) | Pieter Johannes Gerardus (1820–1890) | Pieter Johannes Gerardus (1820–1890) | Pieter Johannes Gerardus (1820–1890) |  |  | Willem Frederik Adolph (1828–1894)    | Willem Frederik Adolph (1828–1894)    | Willem Frederik Adolph (1828–1894)    | Willem Frederik Adolph (1828–1894)    | Willem Frederik Adolph (1828–1894)    | Willem Frederik Adolph (1828–1894)    |  |  | Henriette Wilhelmina (1836 - 1906) | Henriette Wilhelmina (1836 - 1906) | Henriette Wilhelmina (1836 - 1906) | Henriette Wilhelmina (1836 - 1906) | Henriette Wilhelmina (1836 - 1906) | Henriette Wilhelmina (1836 - 1906) |  |  | Frederik (1833 - 1913) | Frederik (1833 - 1913) | Frederik (1833 - 1913) | Frederik (1833 - 1913) | Frederik (1833 - 1913) | Frederik (1833 - 1913) |  |  | Willem (1842–1923)   | Willem (1842–1923)   | Willem (1842–1923)   | Willem (1842–1923)   | Willem (1842–1923)   | Willem (1842–1923)   |  |  | Martinus Willem (1851–1931) | Martinus Willem (1851–1931) | Martinus Willem (1851–1931) | Martinus Willem (1851–1931) | Martinus Willem (1851–1931) | Martinus Willem (1851–1931) |  |  |  |  |  |  |  |  |  |  |  |  |  |  |  |  |  |  |  |  |  |  |  |  |  |  |  |  |  |  |  |  |  |  |  |  |  |  |  |  |  |  |
| Willem (1857-1900)                   | Willem (1857-1900)                   | Willem (1857-1900)                   | Willem (1857-1900)                   | Willem (1857-1900)                   | Willem (1857-1900)                   |  |  |                                       |                                       |                                       |                                       |                                       |                                       |  |  |                                    |                                    |                                    |                                    |                                    |                                    |  |  |                        |                        |                        |                        |                        |                        |  |  |                      |                      |                      |                      |                      |                      |  |  | Frits (1867–1943)           | Frits (1867–1943)           | Frits (1867–1943)           | Frits (1867–1943)           | Frits (1867–1943)           | Frits (1867–1943)           |  |  |  |  |  |  |  |  |  |  |  |  |  |  |  |  |  |  |  |  |  |  |  |  |  |  |  |  |  |  |  |  |  |  |  |  |  |  |  |  |  |  |
| Willem (1857-1900)                   | Willem (1857-1900)                   | Willem (1857-1900)                   | Willem (1857-1900)                   | Willem (1857-1900)                   | Willem (1857-1900)                   |  |  |                                       |                                       |                                       |                                       |                                       |                                       |  |  |                                    |                                    |                                    |                                    |                                    |                                    |  |  |                        |                        |                        |                        |                        |                        |  |  |                      |                      |                      |                      |                      |                      |  |  | Frits (1867–1943)           | Frits (1867–1943)           | Frits (1867–1943)           | Frits (1867–1943)           | Frits (1867–1943)           | Frits (1867–1943)           |  |  |  |  |  |  |  |  |  |  |  |  |  |  |  |  |  |  |  |  |  |  |  |  |  |  |  |  |  |  |  |  |  |  |  |  |  |  |  |  |  |  |
|                                      |                                      |                                      |                                      |                                      |                                      |  |  |                                       |                                       |                                       |                                       |                                       |                                       |  |  |                                    |                                    |                                    |                                    |                                    |                                    |  |  |                        |                        |                        |                        |                        |                        |  |  |                      |                      |                      |                      |                      |                      |  |  | Willem (1891–1960)          |                             |                             |                             |                             |                             |  |  |  |  |  |  |  |  |  |  |  |  |  |  |  |  |  |  |  |  |  |  |  |  |  |  |  |  |  |  |  |  |  |  |  |  |  |  |  |  |  |  |

Jorden Beijerinck (ca. 1659) was afkomstig uit Doetinchem en was kuiper in Nijmegen.
- Frederik Beijerinck (1694–1779) was opgeleid als kuiper, maar werd zelfstandig landmeter in Arnhem.
- Peter Beijerinck (1684–1739) nam de kuiperij van zijn vader over.
  - Martinus Beijerinck (1718–1782)[1] werd als landmeter geadmitteerd in Gelderland op 8 maart 1747. Hij maakte onder andere kaarten van: het benedenste deel van de Boven Rijn van Emmerik langs het Spijk (samen met zijn oom Frederik Beijerinck) in 1772; van de IJsselmond door de Pley (samen met zijn oom Frederik Beijerinck, Melchior Bolstra en Hendrik van Straalen) in 1775 en meerder kaarten van de Waal bij Millingen (in 1776, 1778 en 1780)
  - Frederik Beijerinck (1720–1783) moet overleden zijn na 1783, want in dat jaar tekende hij samen met zijn broer een rapport (verzameling van rapporten, verbalen en verdere stukken betrekkelijk de doorsnijdingen en werken, welke sedeert de conventie van 1771 op de bovenrivieren, tusschen Emmerik en Arnhem, zijn aangelegd tot bevordering der bevaarbaarheid en tot voorkoming van overstrooming. 's-Gravenhage, 1798, 2 dln, fol), In het Nieuw Nederlandsch Biografisch Woordenboek (1911–1937) wordt door Ramaer deze Frederik en zijn oom Frederik door elkaar gehaald. Ramaer laat deze Frederik ook het boek met de kritiek op Van Velsen schrijven, maar dat boek is door zijn oom gemaakt. Verder is aan te nemen dat hij samen met zijn oom meerdere kaarten gemaakt heeft, maar doordat hun namen gelijk zijn, is daar niets meer over te vinden.
    - Willem Beijerinck (1756–1806) was landmeter en waterbouwkundige in Gelderland, werkte aan de verbetering van de waterverdeling van de Rijntakken 
      - Martinus Gijsbertus Beijerinck (1787–1854) was waterbouwkundige, hoofdingenieur bij Rijkswaterstaat en hoogleraar waterbouw aan de Academie in Delft
        - Pieter Johannes Gerardus Beijerinck (1820–1890) was waterbouwkundige in dienst van de Indische Waterstaat en werd directeur Publieke Werken in Surabaya
          - Willem Beijerinck (1857-1900) Geboren op Ambon, werd ook Indisch ambtenaar. hij was getuige van de uitbarsting van de Krakatau

        - Willem Frederik Adolph Beijerinck (1828–1894) was water- en werktuigbouwkundig ingenieur en werd directeur van de stoomwerktuigenfabriek "De Atlas in Amsterdam, die veel stoomgemalen gemaakt heeft
        - Pieter Gerhardus Johannes Beijerinck (1790-1819) was een marine-luitenant, leed op de terugweg naar Nederland schipbreuk en overleed bij aankomst in Hellevoetsluis

      - Gerrit Jan Adrianus Beijerinck (1792–1851) was boekhandelaar en uitgever in Amsterdam[2]
        - Henriette Wilhelmina Beijerinck (1836 - 1906) was een journaliste en schrijfster, zij schreef o.a. Het mooiste meisje aan boord; Oorspronkelijke roman uit het Indische leven (1894) geïnspireerd op het leven van Anna, de zus van haar neef Willem (1857-1900).[3]

      - Jan Anne Beijerinck (1800–1874) was waterbouwkundige, bekend van de droogmaking van de Haarlemmermeer en van plannen voor de inpoldering van de Zuiderzee

    - Frederik Beijerinck (1766–1838) was waterbouwkundige en heeft veel waarnemingen gedaan in de bovenrivieren; zijn metingen zijn later door zijn neef Martinus Gijsbertus gepubliceerd
      - Martinus Beijerinck (1803–1847) werkte als waterbouwkundige in eerste instantie in Gelderland, maar werd later verantwoordelijk voor de (her-)opening van het Kanaal van Gent naar Terneuzen. Hij werd daarna docent aan de genieschool in Delft
        - Frederik Beijerinck (1833–1913) was een zoon van Martinus (1803–1847) en had een bestuurlijke carrière in Nederlands-Indië. De Java-bode van 22-06-1874 meldt over hem naar aanleiding van zijn benoeming in 1874 tot resident van Kediri dat dit was “ om genoegen te doen aan zijn schoonvader, den heer van der Moore, en daarmeê diens aan den lande bewezen diensten eenigszins te belonen. Een halve correctie volgde: Men weet dat wij er niet tegen opzien ongelijk te bekennen. Tegen de benoeming van den heer Beijerinck tot Resident van Kedirie bestonden (en bestaan nog) bij ons bezwaren. Maar dat de Gouverneur-Generaal dien heer zou hebben benoemd ook omdat hij schoonzoon van den heer van der Moore (aftredend Resident der Preanger) is, schijnt werkelijk onjuist. Bij de benoeming van den heer Beijerinck tot Resident van Kedirie moet de heer Bosscher, Direkteur van Onderwijs, Eeredienst en Nijverheid een hoofdrol hebben gespeeld. Hij schijnt de man te zijn, die den heer Beijerinck onder de aandacht van den G. G. heeft gebracht. De afdeeling waar de heer Beijerinck bestuur uitoefende, grensde aan Kedirie, en men kan dus achten dat de heer Bosscher met juistheid gezien zal hebben, dat de heer Beijerinck geschikt was tot zijn opvolger te worden benoemd in een Residentie waar hij (de heer Bosscher) met zoo krachtige hand bestuurd, en zooveel goeds tot stand gebracht heeft. Recht aangenaam is het ons, een en ander te kunnen mededeelen, al blijven wij dan ook (op naar onze meening goede gronden) betwijfelen of de heer Beijerinck de man is om den heer Bosscher op te volgen.”[4]
        - Willem Beijerinck (1836-1923) was militair bij de artillerie bij het KNIL, werkte in eerste instantie als genie-officier aan kaarten van Java, maar was later ook betrokken bij militaire acties elders in Nederlands-Indië en werd uiteindelijk kolonel bij de artillerie.[5]    Hij heeft 1903 de Militaire Willemsorde ontvangen. Blijkbaar had hij ook cartografische vaardigheden van zijn voorvaderen geërfd, want met name in de eerste jaren van zijn tijd in Nederlands-Indië heeft hij zich bezig gehouden met het maken van topografische kaarten. Hij maakte o.a. de kaart van Semarang (1861–1864)[6], Soerakarta (1861–1866)[7] en Cheribon (1907)[8], allen op schaal 1:100.000 in 6 bladen.
          - Frits Beijerinck (Nijmegen, 3 oktober 1887 - Apeldoorn, 6 september 1943) ging mijnbouwkunde studeren in Delft en is daarna voor een promotie naar Freiburg gegaan, waar hij promoveerde op “Ueber das Leitungsvermögen der Mineralien für Elektricität”.[9] Volgens de titelbladzijde van dit proefschrift was hij toen al in dienst bij het Ministerie van Koloniën. Daarna is hij naar Nederlands-Indië vertrokken, maar al in 1896 weer teruggekeerd wegens ziekte en in 1898 eervol ontslagen wegens ziekte. Hij kreeg daarna een aanstelling als hoogleraar aan de Polytechnische School Delft, en zat in 1898 in de benoemingscommissie voor een nieuwe hoogleraar kristallografie in Amsterdam. Hij wordt in 1903 benoemd tot directeur van de “Dienst der opsporing van delfstoffen van Staatswege.” Hij is in deze functie opgevolgd door mr. van Waterschoot van der Gracht, die in "de Ingenieur" een duidelijke omschrijving geeft van de verdiensten van Beijerinck.[10] Deze dienst was vooral belast met de zoektocht naar winbare kolenlagen in Nederland ten behoeve van de Staatsmijnen. Na opheffing van deze (tijdelijke) dienst in 1923 is het werk voortgezet door de Rijks Geologische Dienst. Met name is toen veel onderzoek gedaan in de Peelhorst.
            - Willem Beijerinck (1891–1960) was een plantkundige die veel veldonderzoek gedaan heeft naar lokale plantengemeenschappen in Drenthe

      - Derk Beijerinck (1805–1879) had in eerste instantie een tabakswinkel, maar na een faillissement werd hij lokettist bij de HIJSM in Haarlem.
        - Martinus Willem Beijerinck (1851–1931) was microbioloog aan de TU Delft en werkte voor de Gistfabriek in Delft, waar hij grensverleggend onderzoek deed naar gisten. Hij is een van de grondleggers van de microbiologie in Nederland